# Rostislav Alekseïev
Rostislav Evgenievitch Alekseïev (en russe : Ростисла́в Евге́ньевич Алексе́ев), né le 18 décembre 1916 à Novozybkov (Empire russe, Gouvernement de Tchernigov, actuellement oblast de Briansk) et mort le 9 février 1980  à Gorki en URSS (actuellement Nijni Novgorod en Russie), est un concepteur soviétique d'engins à grande vitesse dans le domaine de la construction navale. Il a notamment inventé et conçu les premiers ekranoplanes du monde,,. Son travail est comparé à ceux d'Andreï Tupolev pour l'aéronautique et de Sergueï Korolev pour le vol spatial.
Il est inhumé au cimetière Bougrovskoïe de Nijni Novgorod.